# رضا کمال
رضا کمال ملقب به شهرزاد (زاده ۱۲۷۷ - درگذشته ۲۰ شهریور ۱۳۱۶) شاعر و نمایشنامه‌نویس نام‌آور دهه بیست ایران که برای اولین بار زن در آثارش نقش مرکزی یافت. اپرت پریچهر و پریزاد (۱۲۹۹)، زرتشت (۱۲۹۹) از جمله آثار اوست. او همچنین ترجمهٔ درخشانی از سالومه اثر اسکار وایلد نیز دارد.
سازندهٔ کلام چند ترانهٔ ماندگار، کار در بلدیه (شهرداری) و روزنامه‌های مختلف تهران و نویسندهٔ نمایشنامه‌های پریچهر و پریزاد، زردشت و... قصهٔ آهنگی شهرزاد و از آثار او می‌توان بهیک زمان چوپانی... و بهار نو رسید اشاره کرد.

## زندگینامه
رضا کمال پسر میرزا حسن منشی باشی (کمال الدوله) در سال ۱۲۷۷ در تهران متولد شد. تحت تعلیم مادرش از کودکی با هفت پیکر و هزار و یک شب آشنا شد. آن قدر با داستان‌های هزار و یک شب مأنوس شده بود که وقتی به نوشتن قطعات ادبی و نمایش‌نامه پرداخت تخلص شهرزاد، قصه‌گوی آن داستان‌ها را برای خود برگزید. تحصیلاتش را در مدرسه سن‌لویی و آلیانس تهران گذراند و زبان و ادبیات فرانسه را به خوبی فرا گرفت. ترجمه سالومه نوشتهٔ اسکار وایلد و انتشار آن در سال ۱۳۰۱ رضا کمال را به شهرت رساند. شب هزار و یکم اولین نمایش‌نامه این مجموعه، مهم‌ترین اثر رضا کمال است که در ۱۷ آذر ۱۳۰۷ بر اساس هزار و یک شب نوشته شده‌است. این اثر شهرزاد برای نخستین بار در سالن زرتشتیان از طرف «انجمن متفقه نسوان» به منفعت خیریه روی صحنه آمد. شب هزار و یکم با اقبال عامه و محافل هنری و ادبی آن زمان روبه‌رو شد.
عباسه خواهر امیر (درام در یک پرده) دومین نمایش‌نامهٔ این کتاب است که شهرزاد باز هم با اقتباس از داستان‌های هزار و یک شب (حکایت شب دویست و سی و ششم به نام «نعمت و نعم») در سال ۱۳۰۹ نوشته که برای نخستین بار سوم خرداد سال ۱۳۰۹ در سالن تابستانی جامعه باربد روی صحنه رفت.
ابوالقاسم جنتی عطایی در تفسیر کوتاهی که بر این نمایش‌نامه نوشته، شیوهٔ نگارش آن را با این عبارت وصف کرده‌است: «درام عباسه به سبک رمانتیسم نوشته شده و جریان و توالی وقایع بسیار خوب تنظیم گردیده است. با آن که حرکت و جنبش کم دارد، ولی شهرزاد به نیروی ذوق سرشار و نبوغ شاعرانه با منظره‌سازی‌های زیبا، نقاشی‌های خیال‌انگیز و ترکیبات بدیع و شیرین اثری عالی و پرارج به‌وجود آورده که در نوع خود کم‌نظیر است.»
حرم خلیفه هارون الرشید یا عزیز و عزیزه سومین اثر شهرزاد در این کتاب با اقتباس از آنژلو اثر ویکتور هوگو با تلفیق از چهار شب از داستان‌های الف لیله نوشته شده‌است، که ابتدا آن را در سال ۱۳۱۱ در شماره‌های متوالی (۷ تا ۱۱) مجلهٔ مهر منتشر کرد. علاقهٔ شهرزاد به داستان‌های هزارو یک شب و اندیشهٔ مرگ‌خواهی در این نمایش‌نامه نیز آشکار است.
در سایه حرم یا شب در سرای امیر «نمایش شرقی» را شهرزاد با اقتباس از زوایای حرم نوشتهٔ لوسین برنارد ترجمه کرده‌است.
از کارها و آثار دیگر رضا کمال که پس از دیدن اپرت آرشین مالالان که هنرمندان قفقازی در تهران روی صحنه برده بودند؛ نوشتن نمایش پریچهر و پریزاد بود. تصنیف آهنگ‌های آن را نوشت و آن را آمادهٔ اجرا کرد. مادام پری آقابابوف (آقابابیان) که تحصیلات تئاتری خود را در اروپا به انجام رسانده بود، با استعدادی که از رضا کمال سراغ داشت، نقش نخست این نمایش را به عهده گرفت و زیر نظر وارتو تریان، کارگردان تئاتر، این نمایش را در سالن گراند هتل اجرا کردند، که با استقبال پرشور علاقه‌مندان مواجه شد.
رضا کمال بلافاصله نمایش‌های قفقازی افسانه عشق، کمربند سحرآمیز و اصلی و کرم نوشتهٔ عزیز حاجی بیگف را به فارسی برگرداند و شعرهایی را روی آهنگ‌های آن سرود. در ۱۰ بهمن ۱۳۰۷ اصلی و کرم اجرا شد.
با توجه با استقبال عمومی و خشنودی رضا کمال و تداوم کارش، گاهی هم شرایطی پیش می‌آمد که وی را از محیط هنری دل‌زده می‌کرد. مکاتبات شهرزاد در سال ۱۳۰۹ با وزارت معارف نشان می‌دهد که وی از این‌که نمایش‌نامه‌هایش بدون کسب اجازه از وی و گاهی به شکل ناقص و جرح و تعدیل شده به نمایش در می‌آمده معترض بوده‌است.
بدین قرار شهرزاد در اوایل سلطنت رضا شاه پهلوی بزرگ‌ترین و بلکه یگانه نمایش‌نامه نویس ایران شناخته شده بود. شهرزاد، که امیدوار بود تئاتر ایران روزبه‌روز رونق بیشتری بگیرد، هنگامی که دید هنر نمایش به علت سانسور شدید و نبودن تشویق دچار فترت گردیده، نومید و پریشان شد و شور و هیجانی که داشت کم‌کم سرد و خاموش گشت. اما باز برای مدتی اندیشهٔ مرگ را از خود دور ساخت و برای اینکه زندگی ساده‌اش را بگذراند وارد خدمت دولتی شد ولی سرانجام جسمش علیل و روحش خسته و آزرده شد. شهرزاد سرانجام با دارویی که ظاهراً زیر نگین انگشترش جاسازی کرده بود، صبح روز ۱۱ سپتامبر ۱۹۳۷ مصادف با بیستم شهریور ۱۳۱۶ خودکشی کرد.

## آثار
شمار از نمایش‌نامه‌هایی که شهرزاد تألیف یا ترجمه کرده از این قرار است:
- اوپرت زن‌های پاشا
- اپرت پریچهر و پریزاد (۱۲۹۹)
- زرتشت (۱۲۹۹)
- دکتر از فرنگ آمده (۱۳۰۳)
- شهیده (۱۳۰۷)
- مجسمهٔ مرمر (۱۳۰۸)
- گلهای حرم (۱۳۱۰)
- عروس ساسانیان یا خسرو و شیرین (۱۳۱۰)
- شب هزار و یکم الف لیل
- شاهزاده خانم یک شبه (۱۳۱۱)
- ساغر ولب (۱۳۱۱)

## فهرست منابع
1. ↑  خلج، صص ۱۲۱-۱۲۸

- از صبا تا نیما یحیی آرین پور
- دیباچه | شناخت رضا کمال (شهرزاد) و کتاب نمایش‌نامه‌های تاریخی (نشرقطره/چاپ اول ۱۳۸۸)
- پرتال جامع علوم انسانی - رضا کمال شهرزاد
- رضا کمال (شهرزاد) - مرکز موسیقی و سرود صدا و سیمای جمهوری اسلامی ایران
- صفحه دوم - Biography
- خلج، منصور. نمایشنامه نویسان ایرانی: از آخوندزاده تا بیضایی. نشر اختران. ۱۳۸۱
- SHARZAD – Encyclopaedia Iranica